# Лавра Давида

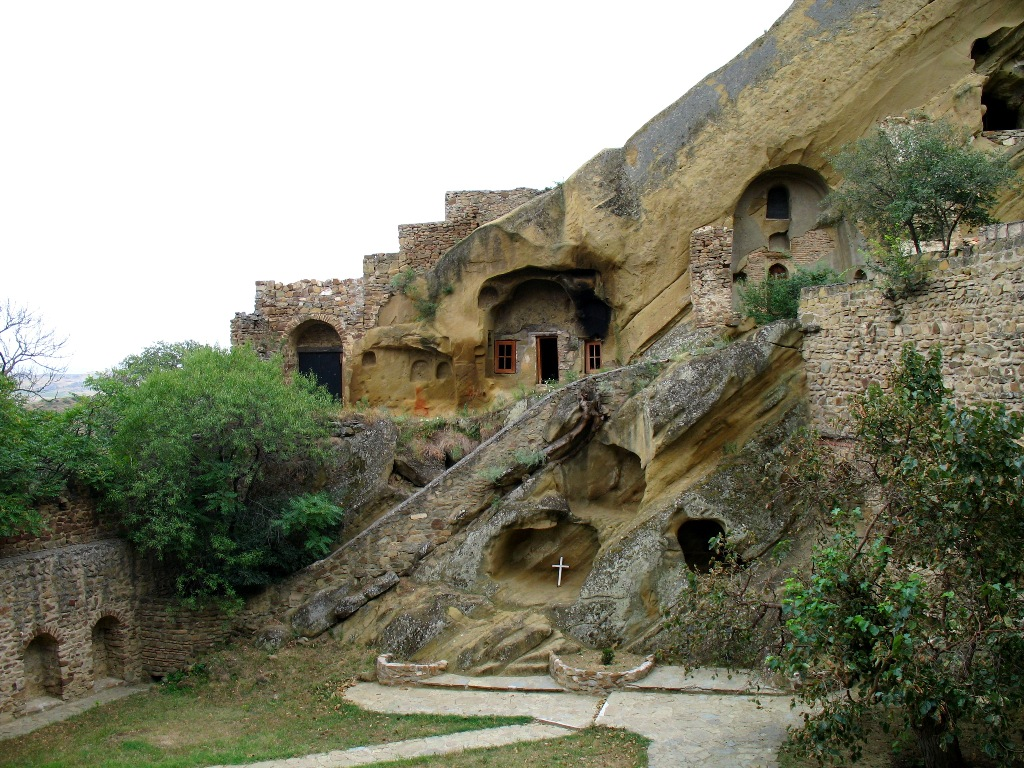
Лавра Давида

Лавра Давида (груз. დავითის ლავრა, романиз.: davitis lavra), Лавра Давид-Гареджи — исторический и архитектурный памятник в монастырском комплексе Давид-Гареджа. Он был построен в первой половине VI века под руководством Давида Гареджийского. Также Лавра Давида является первым построенным монастырём в монастырском комплексе Давид-Гареджи.

## Местонахождение
Республика Грузия, Кахетия, Сагареджойский муниципалитет, находится в ±7 километрах от села Удабно.

## Архитектура
Монастырь включает в себя несколько зданий, датируемых VI—XVIII веками, предназначенных для использования церквями, монахами и посетителями. Он окружен оборонительными стенами с округлыми башнями.
В центре стоит старинная церковь с колокольней над входом. Он расположен в гористой местности, богатой пещерами. В монастыре создана система сбора, фильтрации и использования дождевой воды с горы. Вода капает и непрерывно скапливается в одной из пещер, которая входит в комплекс. Согласно легенде, эта пещера называется «Слеза Давида».
Самым большим и важным сооружением в комплексе является церковь апостола Иоанна. Эта церковь, расположенная в самом сердце комплекса, была построена в XII веке из красной плитки.
Северная стена церкви, отреставрированная в XVIII веке, украшена настенными росписями, изображающими разные эпохи жизни Давида Гареджийского.

## Руководители монастыря
- VI век — Давид Гареджийский
- 1881 — архимандрит Григорий Дадиани[4]